# 真継丈友紀
真継 丈友紀（まつぐ ともゆき、1982年8月10日 - ）は、日本のラグビーレフリー（審判員）。2021年現在、日本協会A級公認レフリーを務めている。選手時代のポジションはBK。

## 略歴
小学3年生からラグビーを始めた。
洛北高校、同志社大学を経て、大学在学中3年生でレフリーになる。